# Euryparasitus longicheta
Euryparasitus longicheta är en spindeldjursart som beskrevs av Bondarchuk och Buyakova 1978. Euryparasitus longicheta ingår i släktet Euryparasitus och familjen Ologamasidae. Inga underarter finns listade i Catalogue of Life.